# Бургасбус
„Бургасбус“ ЕООД, понякога се изписва като „БургасБус ЕООД“ е бургаска общинска фирма, която обслужва градските и крайградските линии в община Бургас. До 1997 г. компанията е на пряко подчинение на Министерството на транспорта на Република България. От 1997 г. собственик на капитала на дружеството е местната Община Бургас. 
Собственост на „Бургасбус“ са двете автогари в града – Автогара „Юг“ (на бул. „Булаир“ до Централната железопътна гара) и Автогара „Запад“ (в северната промишлена зона между хипермаркет „Билла“ и жп гара „Владимир Павлов“.
Фирмата изпълнява курсове също до Варна и Елхово. „Бургасбус“ осъществява както автобусен, така и тролейбусен транспорт. В превозните средства от градския транспорт се таксува по два начина: чрез електронна карта, в която се съхраняват пари или билети, които позволяват прекачване на друг автобус или тролейбус в рамките на 45 минути и струва между 1,20 и 1,30 лева, или да се закупи еднократен билет от кондуктора или шофьора в автобуса на цена от 1,50 лева.
Общинската управа субсидира „Бургасбус“ за обновяване на подвижния състав с нови, комфортни и достъпни возила. Фирмата разполага с около 200 автобуса и 20 тролейбуса. Голям принос за облагородяването на автобусния парк има бившият кмет на Бургас Йоан Костадинов, когато през 1996 г. общината закупува 30 чисто нови автобуса, произведени в Ботевград, модели „Чавдар“ 120 и 141. През 2005 година се закупуват 18 рециклирани западни автобуса. През 2008 година се извършва мащабна подмяна на автобусния парк с общо 30 автобуса, сред които и 10-те чисто нови газови автобуса от чешката марка TEDOM. 
През април 2008 г. общинска фирма „Бургасбус“ ЕООД представя свой проект за финансиране по оперативна програма „Развитие на човешките ресурси“.
През 2013 г. по проект „Интегриран градски транспорт на Бургас“ са доставени 67 нови автобуса Solaris, изградени са нови спирки, електронна билетна система и система за проследяване на автобусите в реално време.
През ноември 2016 г. влиза в сила нова транспортна схема на града, включваща 2 бързи линии.
В периода 2021 – 2022 г. са доставени 56 електробуса от марките Irizar и Yutong.
В средата на 2022 г., временно се спира тролейбусния транспорт на града.
През 2023 г. за компанията работят 745 души.
През февруари 2025 г., след над 2 години, тролейбусният транспорт на града се възстановява, като се пускат тролейбуси по линия Т1.

## Обслужвани линии

### Градски линии
- Линия Б1 (бърза линия)
- Линия Б2 (бърза линия)
- Линия Б11
- Линия Б12
- Линия Бо (обслужва се само през работната седмица)
- Линия Т1 (тролейбусна линия, обслужва се вече от тролеи и е само през работната седмица)
- Линия Т2 (тролейбусна линия) – Временно не работи
- Линия 3
- Линия 6
- Линия 7
- Линия 71 за Д. Езерово (обслужва се само късно вечер през Лозово)
- Линия 71 за Автогара Запад (обслужва се само рано сутрин през Лозово)
- Линия 7А
- Линия 7А1 (само сутрин в работни дни)
- Линия 7А2 (само следобед в работни дни)
- Линия 8
- Линия 81 (само сутрин в работни дни)
- Линия 82 (само следобед в работни дни)
- Линия 9
- Линия 91 (само сутрин и следобед в посока Меден Рудник през учебни дни по маршрута на Линия 9 със спирка ПГКПИ)
- Линия 92 (само сутрин в събота в посока Славейков по маршрута на Линия 9 със спирка Гробищен парк)
- Линия 9а
- Линия 9б
- Линия 11
- Линия 12
- Линия 15
- Линия 15А
- Линия 17
- Линия 17А (лятна линия)
- Линия Б9 (само през работната седмица следобед в часове 16:45 и 17:15)

### Крайградски линии
- Линия 5
- Линия 16
- Линия 18
- Линия 18А
- Линия 32
- Линия 62
- Бургас – Равна гора
- Бургас – Крушевец
- Бургас – Созопол
- Бургас – Българово
- Бургас – Поморие

### Закрити линии
- Линия 1 (обслужвана от „Комфорт“ ООД)
- Линия 2 (обслужвана от „Комфорт“ ООД)
- Линия 2А (обслужвана от „Комфорт“ ООД)
- Линия 4
- 7Ао
- Линия 12А
- Линия 13
- Линия 25
- Линия 30
- Линия 61
- Линия 101
- Линия 109
- Линия 121
- Линия 209
- Линия 211[4]

„Бургасбус“ обслужва линии до всички комплекси и квартали на град Бургас: Меден рудник, П. Р. Славейков,  Изгрев,  Зорница,  Лазур,  Възраждане,  Братя Миладинови, Централна градска част,  Сарафово,  Крайморие,  Ветрен,  Банево,  Лозово,  Долно Езерово, Горно Езерово, Акациите,  Победа, както и до околните села: Твърдица, Маринка, Извор, Ново Паничарево, Крушевец, Вършило, Габър, Зидарово, Присад, Димчево, Равна гора, Росен, и градовете Черноморец и Созопол.

## Автобуси

### В експлоатация
Градски линии:
- 10 Irizar ie bus 18 NG
- 35 Irizar ie bus 12 NG
- 12 YUTONG ZK6890BEVG Архив на оригинала от 2022-07-06 в Wayback Machine.
- 28 Solaris Urbino 18 III
- 7 Solaris Urbino 18 Metrostyle
- 39 Solaris Urbino 12 III CNG (и по извънградски линии)
- 22 Škoda 26Tr Solaris
- 6 Karsan Jest+
- 3 Karsan ATAK

Крайградски и междуградски линии:
- Bova Futura
- Mercedes-Benz O345 Conecto
- Mercedes-Benz Integro
- Setra S211H(D)
- Setra S215H(D)
- Setra S215RL/UL
- Setra S315UL
- Setra SG219SL

Аварийни/сервизни:
- 2 DAF/Hainje CSA-II

Музейни:
- Чавдар 11М3
- Berna 4GTP (15242)
- Volvo/Hess B58 (16177)

### Извън експлоатация
- Чавдар 11Г5 – бракуван 1998
- Чавдар 11М4 – бракуван 1992
- Чавдар В13-20 – бракуван 1993
- Чавдар B14-20 – бракуван 1996
- Ikarus 280.03 – бракуван 2008
- Ikarus 280.02 – бракуван 2007
- Ikarus 260 – бракуван 2003
- Ikarus 280.04 – бракуван 2008
- DAF SB201 / Hainje – бракуван 2013
- Чавдар 141 – бракуван 2013
- Чавдар 120 – бракуван 2013
- NEOPLAN N4021NF – бракуван 2013
- MAN SG242 – бракуван 2013
- NEOPLAN N4015 – бракуван 2012
- Setra SG221ÜL – бракуван 2013
- Setra SG219SL – бракуван 2015
- Volvo B58 / Hess AG – бракуван 2018
- Berna 4GTP – бракуван 2014
- ЗиУ 9 – бракуван 2010
- Neoplan N116 Cityliner – бракуван 2012
- Ikarus 280.64 – бракуван 2009
- Mercedes-Benz O405G – бракуван 2017
- Isuzu Urban 50 – бракуван 2016
- Den Oudsten B88 / DAF SB220 – бракуван 2014/2016
- Mercedes-Benz O405N – бракуван 2018
- MAN NG272 – бракуван 2013
- MAN NL202 – бракуван 2017
- TEDOM C12G – бракуван 2023
- Isuzu Novociti – спрени от движение 2023 г., пускат се само извънредно